# František Tomáš Kolowrat-Krakowský
František Tomáš Kolowrat-Krakowský (25. únor 1943 Praha – 26. červen 2004 Praha), uváděný často jen jako Tomáš Kolowrat, celým jménem František Saleský Tomáš Karel hrabě Kolowrat-Krakowský, byl příslušník týnecké linie krakovské větve šlechtické rodiny Kolovratů. Pracoval jako kameraman a producent u filmu a v roce 1996 se stal pokračovatelem správy rodového majetku.

## Život

### Původ a mládí

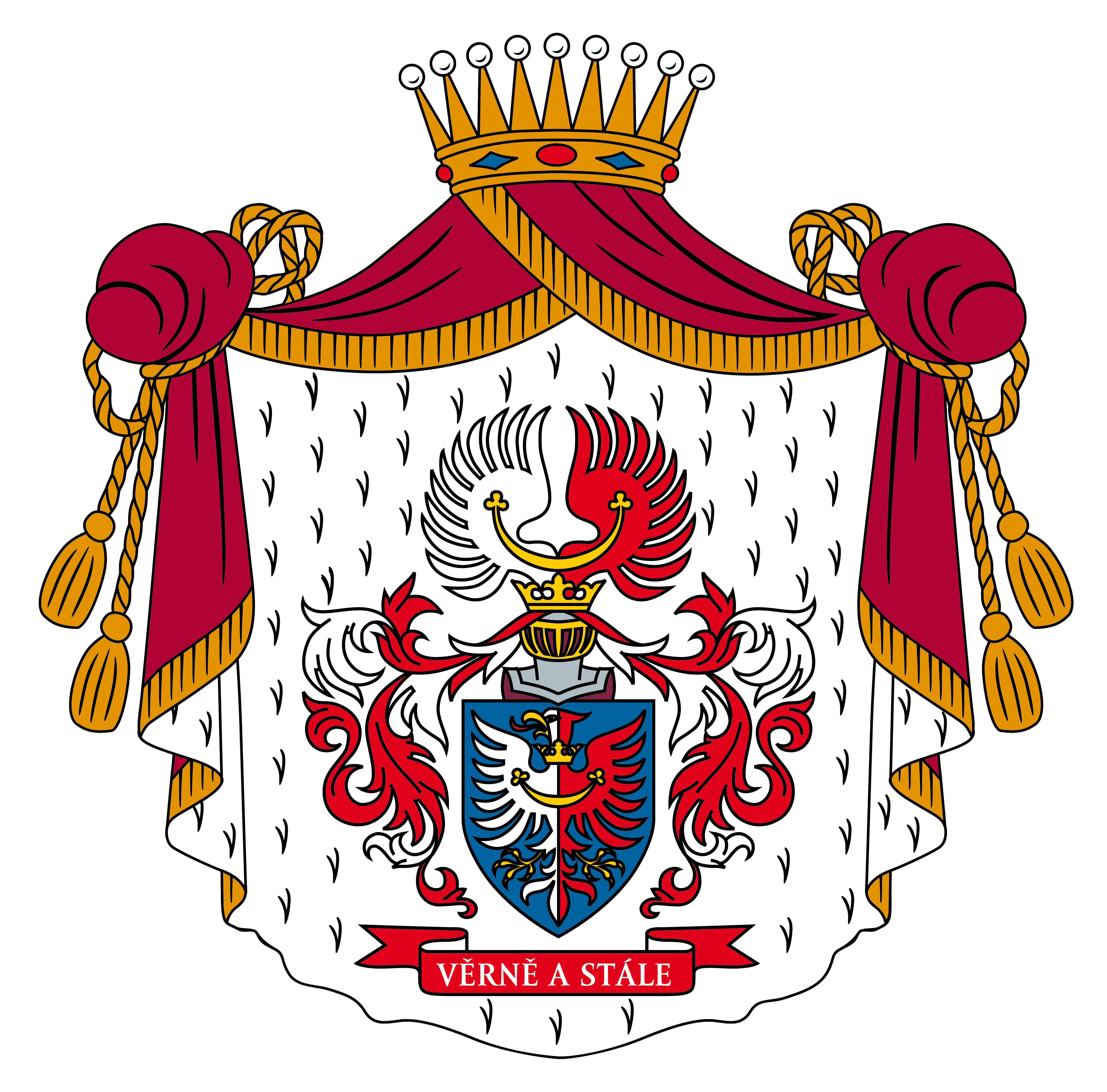
Erb Kolowrat-Krakowských

Narodil se 25. února 1943 v Praze jako nejmladší syn hraběte Jindřicha Kolowrat-Krakowského (1897–1996) a jeho druhé manželky Marie Kolowrat-Krakowské, rozené Klimtové (1907–1991), dcery Františka Klimta a Marie, rozené Štafové, matka tedy nebyla šlechtického původu. Měl dva bratry a dvě sestry. Otec pracoval v letech 1946–1948 jako velvyslanec v Turecku. Po komunistickém převratu v roce 1948 rodina odletěla do Spojeného království a ještě v březnu 1948 do USA.

### Po roce 1948 – studia
František Tomáš vystudoval prestižní chlapeckou střední školu Hotchkiss School v Lakevillu v Connecticutu s vyznamenáním. Nebyl však přijat na studium na Yaleovu univerzitu, proto se rozhodl studovat v Evropě, nejdříve rok v Grenoblu, kde studoval francouzštinu a historii. Po návratu do USA nastoupil ke studiu na Kolumbijské univerzitě v New Yorku, přičemž se živil příležitostnými pracemi v továrně na záchodová prkýnka či jako umývač nádobí v restauracích. Těchto výdělků využil ke dvouletému studiu na univerzitě ve Vídni, kde se naučil velmi dobře německy. Po ukončení studia se živil nejrůznějšími způsoby, například jako námořník, kuchař na lodi či číšník. Po návratu do Spojených států dokončil studium na Kolumbijské univerzitě.

### Po roce 1968 – kariéra
V roce 1968 se s bratrem Ernestem dostal k natáčení reklamního filmu. Snímek měl úspěch a na festivalu v New Yorku získal ve své kategorii 2. cenu. Usadil se v Miami, kde nejprve dělal číšníka a pak se vrátil k filmařině. Jako kameraman a produkční natočil řadu reklamních spotů, několik krátkých a tři celovečerní filmy. U filmu pracoval až do konce roku 1989. Devět měsíců žil na Haiti, jako běloch byl podezřelý, proto byl zatčen a vyslýchal ho dokonce sám prezident François Duvalier, zvaný Papa Doc.

### Po roce 1989 – návrat do ČSR
Několikrát navštívil Československo, např. v roce 1968 nebo 1989. Jako jediný z Jindřichových dětí se po Sametové revoluci v roce 1989 vrátil s otcem z USA do Česka a natrvalo se zde usadil. Na základě restitučních zákonů je Kolowrat-Krakowským vráceno prakticky celé někdejší panství a hrabě Jindřich se společně se synem Tomášem ujímá správy a obnovy rodového majetku. K znovuzískaným budovám patří i Kolowratský palác a palác Chicago na Národní třídě v Praze.
Po jeho smrti se ujal správy celého majetku právě František Tomáš. Kromě tří pražských budov se tento majetek (dva zámky u Přimdy a okolo osmi tisíců hektarů lesů, polí a rybníků) nachází v západních Čechách na Tachovsku a Klatovsku. Jedná se např. o Kolowratské lesy na Dianě. Opravil rybníky Hraničky a Václavský rybník, který se stal součástí sportovní akce Přimdského triatlonu. Vybudoval lesní účelové komunikace, které jsou i součástí cyklistických stezek spojujících oblasti Českého lesa. Ke zvýšení turistické návštěvnosti a rozvoji města Přimdy přispěl koupí nemovitosti pod zříceninou hradu Přimda a zrekonstruoval ji v Horský hotel Kolowrat. V roce 1997 zakoupil do románského kostela sv. Jiří v Přimdě tři nové zvony jako náhradu za původní, zničené po 2. světové válce.
V roce 2001 se zařadilo Lesní hospodářství Františka Tomáše Kolowrat-Krakowského mezi sto nejlepších firem v oboru zemědělské výroby, potravinářského průmyslu a lesnictví. Cenu mu udělil Comenius – Panevropská společnost pro kulturu, vzdělávání a vědecko-technickou spolupráci.
Po smrti otce v roce 1996 se stává správcem celého majetku. Navázal na mecenášskou tradici rodu, neboť štědře podporoval kulturní a společenský rozvoj. Prodloužil nájemní smlouvu Národnímu divadlu za 1 Kč ročně. V roce 2002 po zničujících povodních přispěl velkým obnosem do Červeného kříže a na postižené obce. Finančně podporoval fyzicky i duševně postižené a mnoho charitativních a nadačních projektů. Nezapomínal ani na školy, kulturní a jiné významné akce. 
Zemřel po těžké nemoci (nádor plic) ve věku 61 let 26. června 2004 v Praze. Pohřeb se konal 9. července 2004 v kostele Nanebevzetí Panny Marie v Týnci na Klatovsku. V kostele pronesl smuteční proslov Velebení pro Tomáše jeho starší bratr Arnošt. Čestnou stráž u rakve drželi zaměstnanci Kolowratových lesů. Pohřbu se zúčastnili představitelé šlechtických rodů Lobkowiczů, Sternbergů, Schwarzenbergů, Kinských a další. Jeho tělo bylo uloženo do rodinné hrobky na hřbitově v Týnci.

## Rodina
František Tomáš založil rodinu s bývalou tenistkou, modelkou a právničkou, JUDr. Dominikou Kolowrat-Krakowskou, rozenou Perutkovou (* 26. únor 1966 Praha), jež je dcera JUDr. Jaroslava Perutky a Františky, rozené Čožíkové. Seznámili se na Silvestra v roce 1992 v Kolowratském paláci v Praze. Porodila mu dvě děti. Po smrti Františka Tomáše se stala správkyní kolowratského majetku a předsedkyní správní rady Nadačního fondu Kolowrátek. S Tomášovými sourozenci se po jeho smrti přestala stýkat.
Potomci:
- 1. Maximilian Alexander (* 28. září 1996 Praha)[7]
- 2. Francesca Dominika (* 11. srpen 1998 Praha)[7]

## Odkaz
Na paměť šlechetnosti hraběte Tomáše založili Maximilian, Francesca a Dominika Kolowrat-Krakowští dne 26. února 2008 u příležitosti jeho nedožitých pětašedesátých narozenin Nadační fond Kolowrátek na podporu nadaných dětí a mladistvých. V návaznosti na historickou tradici rodu Kolowrat-Krakowských směřují aktivity také do oblasti kultury, vzdělávání a lidských práv, do podpory osob v tíživé sociální situaci a do podpory poskytování sociálních a zdravotně-sociálních služeb. Z fondu je například finančně podporován Dětský domov Tachov či Mezinárodní hudební festival Mladá Praha. V současnosti je hlavní prioritou Nadačního fondu Kolowrátek podpora individuálních žádostí – pomoc handicapovaným dětem a dětem ze sociálně znevýhodněných rodin.